# シルバン・ギョーム
シルバン・ギョーム（Sylvain Guillaume 1968年7月6日- ）はフランス、ジュラ県Champagnole出身の元ノルディック複合選手。
1992年の地元フランスで行われた1992年アルベールビルオリンピックの個人15kmで同じフランスのファブリス・ギーに次いで銀メダル、団体4位、1994年リレハンメルオリンピックの団体で6位、1995年のサンダーベイで行われたノルディックスキー世界選手権の個人15kmでも銅メダル、1998年長野オリンピックでは団体で銅メダルを獲得した。